# Linea Søgaard-Lidell
Linea Søgaard-Lidell, née le 30 mars 1987 à Aarhus, est une femme politique danoise, membre du Venstre. Députée européenne de 2020 à 2022, elle est actuellement députée au Folketing, le parlement danois.

## Biographie
Linea Søgaard-Lidell est diplômée de l'université d'Aarhus en études européennes en 2010, puis en administration publique en 2013. Après ses études, elle travaille comme consultante et conseillère en communication.
Engagée au sein du parti Venstre, elle est candidate aux élections européennes de 2019 sur la liste menée par Morten Løkkegaard. Le 26 mai, elle remporte le quinzième siège du Danemark au Parlement européen, impliquant que sa prise de fonction n'est effective qu'après que le Royaume-Uni ait Royaume-quitté l'Union européenne. Elle ne siège donc qu'à partir du 1er février 2020, où elle devient membre de la commission de l'environnement, de la santé publique et de la sécurité alimentaire.
En février 2022, elle est investie candidate pour Venstre aux élections législatives, dans la circonscription de l'ancien ministre Tommy Ahlers, retourné dans le secteur privé. Elle est élue au Folketing lors des élections anticipées du 1er novembre 2022.